# Myonebrides flavomaculata
Myonebrides flavomaculata är en skalbaggsart som beskrevs av Stefan von Breuning 1969. Myonebrides flavomaculata ingår i släktet Myonebrides och familjen långhorningar. Inga underarter finns listade i Catalogue of Life.